# 笹本優子
笹本 優子（ささもと ゆうこ、1973年1月30日 - ）は、日本の女性声優。アプトプロ所属。千葉県出身。

## 来歴
日本ナレーション演技研究所卒業。
以前はアーツビジョン、オフィス野沢、メディアフォースに所属していた。
かつては同じアーツビジョン所属で小柄な声優同士の半場友恵、倉田雅世、高木礼子と「ちびっこ部隊」というユニットを組んで、LAOXのサイトでコラムを交代で連載するなど、活動していたこともあった。

## 人物
趣味は音楽鑑賞、映画・舞台鑑賞、野球観戦、読書。

## 出演
太字はメインキャラクター。

### テレビアニメ
1995年
- ビット・ザ・キューピッド（ラム）

1996年
- エルフを狩るモノたち（1996年 - 1997年、エルフ、人魚エルフ） - 2シリーズ
- 勇者指令ダグオン（女の子、子供）

1997年
- HARELUYA II BØY（女子たち、客、魔女学生徒たち 他）

1998年
- 超魔神英雄伝ワタル（パール）
- はれときどきぶた（イノシシ娘）
- ふしぎなメルモ（リニューアル版）（娘D）
- Bビーダマン爆外伝（タンゴ、ダークオツウ、コギャルボン）

1999年
- 宇宙海賊ミトの大冒険（幼少の葵）
- こちら葛飾区亀有公園前派出所（本田伊歩〈初代〉）
- サイボーグクロちゃん（プーリィ、ニャンニャンアーミー4号、リリィ、吉野里子 他）
- THE ビッグオー
- 天使になるもんっ!（ミルクちゃん、女生徒、女の子、生徒）
- トラブルチョコレート（抹茶）
- ぶぶチャチャ（1999年 - 2001年、ランディ・ランド） - 2シリーズ

2000年
- アルジェントソーマ（エレイン・シモンズ）
- 学校の怪談（保健の先生）
- キョロちゃん（ミーちゃん）
- ゲートキーパーズ（磯貝綾子）
- 装甲救助部隊レストル（ショーン）
- とっとこハム太郎（岩田モモ）
- ドラえもん（テレビ朝日版第1期）（なっちゃん）
- ファーブル先生は名探偵（吉岡権左衛門）
- モンキーマジック（ロンレイ）
- 闇の末裔（ウェイトレスA）

2001年
- 仰天人間バトシーラー（グライドン / グライドラゴン）
- 超GALS!寿蘭（杉原、小峰真希、月野霞）
- 逮捕しちゃうぞ SECOND SEASON（シンゴ）
- 探偵少年カゲマン（2001年 - 2002年、御等幅テンコ）
- ちっちゃな雪使いシュガー（2001年 - 2002年、ジャン、鳩、妖精、男の子A、グレタの母）
- ポケットモンスター（コナツ）

2002年
- ドラゴンドライブ（雪野麻衣子）
- ぷちぷり*ユーシィ（赤ちゃん）
- 星のカービィ（ヴィー）
- わがまま☆フェアリー ミルモでポン!（キャップ）

2003年
- アストロボーイ・鉄腕アトム（タク）
- F-ZERO ファルコン伝説（ドリームキャサリン）
- カレイドスター（兄）
- クラッシュギアNitro（サンドラ）
- クロノクルセイド（シェーダ）
- コロッケ!（2003年 - 2005年、メンチ、テト）
- 獣兵衛忍風帖 龍宝玉篇（少女）
- 出撃!マシンロボレスキュー（遥蘭）
- スクラップド・プリンセス（女の子）
- ロックマンエグゼ（鬼龍院桜子）

2004年
- 陰陽大戦記（カザン）
- 機動戦士ガンダムSEED DESTINY（コニール・アルメタ）
- 魁!!クロマティ高校（車内アナウンス）
- ゾイドフューザーズ（ファン）
- MAJOR シリーズ（2004年 - 2010年、清水薫、茂野真吾） - 6シリーズ
- MEZZO -メゾ-（綾）

2005年
- エレメンタル ジェレイド（リィリア・ティグレス）
- MONSTER（トゥン）

2006年
- 桜蘭高校ホスト部（石蕗雛子）
- きらりん☆レボリューション（春野つらら、新聞子）
- くじびきアンバランス（榎本忍）
- シルクロード少年 ユート（春麗）
- ふしぎ星の☆ふたご姫（ナッチ）
- 魔界戦記ディスガイア（フロン）
- MÄR-メルヘヴン- （パノ）

2007年
- 英國戀物語エマ 第二幕（ポリー）
- ゲゲゲの鬼太郎（第5作）（順一）
- 古代王者 恐竜キング Dキッズ・アドベンチャー（ミーナ）
- シュガーバニーズ（2007年 - 2009年、カプチーノうさ、フランソワーズ） - 3シリーズ
- ひだまりスケッチ（TVの音声2）
- レ・ミゼラブル 少女コゼット（エポニーヌ）

2008年
- きらりん☆レボリューション STAGE3（西イカ子、葦スタ子レポーター）
- 黒執事（リチャード）
- それいけ!アンパンマン（めいろんろん）
- はたらキッズ マイハム組（マイコ）
- ワールド・デストラクション 〜世界撲滅の六人〜（ウィノ）

2009年
- クロスゲーム（松山ユキ）
- 極上!!めちゃモテ委員長（2009年 - 2011年、間中真紀子、小顔咲、秋本えりか） - 2シリーズ

2012年
- エリアの騎士（稲葉直美）

2013年
- DIABOLIK LOVERS（ライト〈幼少期〉）

2014年
- 妖怪ウォッチ（2014年 - 2023年、メラメライオン、オロチ、ツチノコ、うんちく魔、ガブニャン、ろくろ首、あつガルル、じゅんちゃん〈羽沢順子〉、たくっち〈今井たくみ〉、てのひらがえし、とどろき獅子、無茶ぶりっ子、さむガリ、ぶようじん坊、口だけおんな、一瞬ボーイ、アチャー、ガリ王子、油すまし、さきがけの助 他） - 3シリーズ

2016年
- 名探偵コナン（北見沙弥）

2018年
- メジャーセカンド（2018年 - 2020年、茂野薫） - 2シリーズ
- 実験品家族 -クリーチャーズ・ファミリー・デイズ-（家庭教師）
- 妖怪ウォッチ シャドウサイド（トウマの母、おばさんB、前山田の妻、ツチノコ）

2019年
- けだまのゴンじろー（2019年 - 2020年、プーじろー）
- 八月のシンデレラナイン（倉敷の母）

2020年
- 乙女ゲームの破滅フラグしかない悪役令嬢に転生してしまった…（前世カタリナ母）

2021年
- 妖怪学園Y 〜Nとの遭遇〜（ろくろ首、フブキ母）

### 劇場アニメ
- フイチンさん（2004年、リイチュウ）
- 劇場版MAJOR メジャー 友情の一球（2008年、清水薫）
- 映画 妖怪ウォッチ 誕生の秘密だニャン!（2014年、メラメライオン、トオセンボン）
- 映画 妖怪ウォッチ 空飛ぶクジラとダブル世界の大冒険だニャン!（2016年、オロチ、ヒカリオロチ、メラメライオン）
- 映画 妖怪ウォッチ シャドウサイド 鬼王の復活（2017年、トウマの母）

### OVA
- 生命の科学ミクロパトロール（1991年、グロビン、インターフェロン）
- 未来超獣FOBIA（1995年、女生徒）
- AIKa（1997年、ブラック）
- ガルフォース・ザ・レボリューション（1997年、ウエストフォースパイロット）
- 創世聖紀デヴァダシー（2000年、七草芹菜）
- だるまちゃんとだいこくちゃん（2002年、だいこくちゃん）
- メジャー -メッセージ-（2010年、清水薫）
- メジャー ワールドシリーズ編 夢の瞬間へ（2012年、清水薫）

### ゲーム
1995年
- スリップストリーム（シンディ）

1996年
- スーパーパズルファイターIIX（さくら）
- ストリートファイターZERO2（さくら、サリー）
- ダンジョンズ&ドラゴンズ シャドーオーバーミスタラ（エルフ）
- NOëL NOT DiGITAL（学生）
- ファイアーウーマン纏組（佐倉美幸）

1997年
- 私立ジャスティス学園 LEGION OF HEROES（春日野さくら）
- ストリートファイターEX plus α（春日野さくら）
- ティルク 〜青い海から来た少女〜（マイキー）
- ポケットファイター（春日野さくら）
- マーヴル・スーパーヒーローズ VS. ストリートファイター（春日野さくら）
- Little Lovers（くるみ）

1998年
- アナザー・メモリーズ（イーフィー）
- ストリートファイターZERO3（さくら、サリー）
- ツアーパーティー 卒業旅行にいこう（アリシア天城）
- NOëL 〜La neige〜（妹）
- ファーストKiss☆物語（橘香澄）
- ファーランドサーガ（ノーラ、エビルシャーマン）
- 爆走デコトラ伝説〜男一匹夢街道〜（桜木美樹）
- Little Lovers 2nd

1999年
- 私立ジャスティス学園 熱血青春日記2（春日野さくら）
- 火魅子伝 〜恋解〜（兎奈美）
- ファーランドサーガ 時の道標（ノーラ）
- Little Lovers SHE SO GAME（松浦くるみ）

2000年
- CAPCOM VS. SNK MILLENNIUM FIGHT 2000（春日野さくら）
- ストリートファイターEX3（春日野さくら）
- MARVEL VS. CAPCOM 2 NEW AGE OF HEROES（春日野さくら）
- マリオアーティスト タレントスタジオ（TALENT VOICES〈♀タレントの声〉）

2001年
- CAPCOM VS. SNK MILLENNIUM FIGHT 2000 PRO（春日野さくら）
- CAPCOM VS. SNK 2 MILLIONAIRE FIGHTING 2001（春日野さくら）
- ストリートファイターZERO3↑（春日野さくら）
- 仙界通録正史 〜TVアニメーション仙界伝封神演義より〜（王天君）

2003年
- 白中探険部（益屋希）
- 魔界戦記ディスガイア（フロン）

2004年
- CAPCOM FIGHTING Jam（春日野さくら）
- コロッケ!Great 時空の冒険者（テト）
- コロッケ! バン王の危機を救え（メンチ、テト、ライムの母）
- ZOIDS VS.III（アルマ、ファン）
- ファントム・ブレイブ（フロン）

2005年
- エレメンタル ジェレイド -纏え、翠風の剣-（リィリア・ティグレス）
- コロッケ!DS 天空の勇者たち（テト）
- NAMCO x CAPCOM（春日野さくら、フーバー）
- ファントム・キングダム（フロン）

2006年
- ストリートファイターZERO3↑↑（春日野さくら）
- 魔界戦記ディスガイア2（フロン、セリオン）
- マブラヴ 全年齢版（白銀武〈子供時代〉）

2007年
- くじびきアンバランス 会長お願いすま〜っしゅファイト☆（榎本忍）
- テイルズ オブ イノセンス（イリア・アニーミ）

2008年
- 魔界戦記ディスガイア3（フロン）
- プリニー 〜オレが主人公でイイんスか?〜（フロン、アサギ人形〈ダウンロードコンテンツで登場〉）

2009年
- ディスガイア インフィニット（フロン）
- テイルズ オブ ザ ワールド レディアント マイソロジー2（イリア・アニーミ）
- テイルズ オブ バーサス（イリア・アニーミ）
- トリニティ・ユニバース（フロン）

2010年
- プリニー2 〜特攻遊戯! 暁のパンツ大作戦ッス!!〜（フロン）

2011年
- テイルズ オブ ザ ワールド レディアント マイソロジー3（イリア・アニーミ）
- 魔界戦記ディスガイア4（フロン）

2012年
- テイルズ オブ イノセンス R（イリア・アニーミ）

2013年
- ディスガイア D2（フロン）
- 妖怪ウォッチ（オロチ、さむガリ、ガリ王子、あおべえあかべえ〈あかべえ〉 他）

2014年
- 妖怪ウォッチ2 元祖/本家/真打（メラメライオン、ガブニャン、ろくろ首、うんちく魔、モテアマス 他）

2015年
- 妖怪ウォッチバスターズ 赤猫団/白犬隊（オロチ、影オロチ、ヒカリオロチ、ツチノコ 他）
- 妖怪ウォッチ ぷにぷに

2016年
- フィリスのアトリエ 〜不思議な旅の錬金術士〜（ナンナ・トレンメル）
- 妖怪三国志（オロチ周瑜、メラメライオン張飛、ツチノコ劉禅、うんちく魔孔子 他）
- 妖怪ウォッチ3 スシ/テンプラ/スキヤキ（うんちく魔、アチャー、いきあたりバッタ、カラヤブリ、カンペちゃん、せいでん鬼、てのひらがえし、一瞬ボーイ、紙かくし、無茶ぶりっ子、油すまし、ミカエリ、大山可南子〈カナっち〉、羽沢順子〈じゅんちゃん〉 他）

2017年
- 妖怪ウォッチバスターズ2 秘宝伝説バンバラヤー ソード/マグナム（徳川マイゾウ、マドモアイゼル 他）

2018年
- 妖怪三国志 国盗りウォーズ
- テイルズ オブ ザ レイズ（イリア・アニーミ）
- 魔界ウォーズ（フロン）

2019年
- 妖怪ウォッチ4 ぼくらは同じ空を見上げている / 4++（オロチ、影オロチ、ヒカリオロチ、メラメライオン、ツチノコ、ゴルニャン）
- 妖怪ウォッチ1 for Nintendo Switch（カンチの母、オロチ、影オロチ、さむガリ、ガリ王子、あつガルル、メラメライオン 他）
- モンスターストライク（オロチ）
- 魔界戦記ディスガイアRPG（フロン）

2021年
- 魔界戦記ディスガイア6（フロン）
- 妖怪ウォッチ1 スマホ（カンチの母、オロチ、影オロチ、さむガリ、ガリ王子 他）

### ドラマCD
- アルジェントソーマ（エレイン・シモンズ）
- KEY THE METAL IDOL RADIO PROGRAM #1「友だち」（女生徒A）
- GetBackers-奪還屋-（佐伯護）
- 最遊記RELOAD EVEN A WORM Vol.5（妖怪妹）
- 叫んでやるぜ!
- 私立ジャスティス学園 ドラマアルバム 〜ねらわれた太陽学園 熱血死闘編〜（春日野さくら）
- ストリートファイターZERO3 ドラマアルバム（さくら）
- 世界一初恋〜高野×律編〜（佐伯）
- ソウルイーター（ブレア）
- テイルズ オブ イノセンスVol.1、2（イリア・アニーミ）
- 流行り神 ドラマCD「呪われた都市伝説」
- ファントム・ブレイブ オリジナルサウンドドラマ（フロン）
- 魔界戦記ディスガイア ドラマCD（フロン）
- 魔神英雄伝ワタル外伝 CDシネマ1 ピュアピュアヒミコ 第一巻 - 第四巻（タボ、マボ）

### 吹き替え

#### 映画
- キャスパー（1998年）※日本テレビ版

#### ドラマ
- マルコム in the Middle（2009年、シンシア）

#### アニメ
- 長くつ下のピッピ（1998年、ピッピ）
- モンキーマジック（1999年、ロンレイ）

### ラジオドラマ
- 魔神英雄伝ワタル外伝 ピュアピュアヒミコ（タボ）

### テレビ番組
- とんねるずの生でダラダラいかせて!!（顔出し出演）

### 教材
- イマジン学園（デシー）
- ちびっこ戦士探偵ゲーム（ミミ）

### CM
- 長野労働金庫

## ディスコグラフィ

### キャラクターソング
| 発売日   | 商品名                                                                   | 歌 | 楽曲                                                               | 備考                                       |
| 1998年   | 1998年                                                                   | 1998年 | 1998年                                                             | 1998年                                     |
| -------- | ------------------------------------------------------------------------ | --- | ------------------------------------------------------------------ | ------------------------------------------ |
| 6月21日  | 今日は何をしようかしら                                                   | ピッピ（笹本優子） | 「今日は何をしようかしら」 「ピッピがやってくる」                  | テレビアニメ『長くつ下のピッピ』主題歌     |
| 8月21日  | 長くつ下のピッピ ヴォーカル&音楽                                         | ピッピ（笹本優子） | 「今日は何をしようかしら」 「ピッピがやってくる」 「人生のレシピ」 | テレビアニメ『長くつ下のピッピ』主題歌     |
| 11月21日 | こんなに君はあったかいんだね                                             | LITTLE WINGS | 「こんなに君はあったかいんだね」 「いつまでも」                    | PCゲーム『リトルラバーズ』関連曲           |
| 1999年   |                                                                          | |                                                                    |                                            |
| 1月17日  | ファーストKiss☆物語 イメージソングbook                                   | 橘香澄（笹本優子） | 「恋のCash Card」                                                  | PCゲーム『ファーストKiss☆物語』関連曲      |
| 3月20日  | リトルラバーズシーソーゲーム Little Love Letters 4th MAIL 緑ケ丘高校     | 松浦くるみ（笹本優子） | 「あなたが好き」 「JUMP」                                          | PCゲーム『リトルラバーズ』関連曲           |
| 2000年   |                                                                          | |                                                                    |                                            |
| 2月23日  | D.J. ヒロノブ・影山 PRESENTS トラチョコ・ダンスパーティー HOI HOI HAPPY! | 抹茶（笹本優子）、小豆（綱掛裕美） | 「乙女の呪文」                                                     | テレビアニメ『トラブルチョコレート』関連曲 |
| 4月12日  | トラブルチョコレート 4thアルバム だって女の子だモン!                     | 抹茶（笹本優子）、小豆（綱掛裕美） | 「naked fortune」                                                  | テレビアニメ『トラブルチョコレート』関連曲 |
| 5月17日  | トラブルチョコレート Bestアルバム じゅうぶんです!                        | 抹茶（笹本優子）、小豆（綱掛裕美） | 「用魔法的微笑」                                                   | テレビアニメ『トラブルチョコレート』関連曲 |
| 9月20日  | ゲートキーパーズTVボーカルアルバム ゲートキーパーズSPIRITS               | 影山零士（関智一）、高梨さとこ（石毛佐和）、磯貝綾子（笹本優子）、岡森やすえ（島涼香）                                                                                               | 「漆黒の世界へ」                                                   | テレビアニメ『ゲートキーパーズ』関連曲     |
| 9月20日  | だいすき! ぶぶチャチャ 〜音とふしぎのおもちゃ箱〜                        | ランディ・ランド（笹本優子）、チャチャ（長島雄一） | 「ドライブするぉ! (ドライブ唱歌)」 「君のぶぶチャチャ」            | テレビアニメ『ぶぶチャチャ』関連曲         |
| 9月20日  | だいすき! ぶぶチャチャ 〜音とふしぎのおもちゃ箱〜                        | ランディ・ランド（笹本優子）、コニー・ランド（田中敦子）、フォレスト・ランド（鈴木琢磨）、キャサリン・ランド（高田由美）、マリー（川田妙子）、ニック（西村朋紘）、テリー（坂口候一） | 「みんな渡ろう」                                                   | テレビアニメ『ぶぶチャチャ』関連曲         |

### 未音源化楽曲
| 時期   | 歌                       | 楽曲                   | 備考                                                    |
| ------ | ------------------------ | ---------------------- | ------------------------------------------------------- |
| 1996年 | 春日野さくら（笹本優子） | 「この思いを伝えたい」 | 家庭用ゲームソフト『スーパーパズルファイターIIX』主題歌 |

### シリーズ一覧
1. ↑  第1期（1996年）、第2期『II』（1997年）
2. ↑  第1期（1999年）、第2期『だいすき! ぶぶチャチャ』（2001年）
3. ↑  第1シリーズ（2004年 - 2005年）、第2シリーズ（2005年 - 2006年）、第3シリーズ（2007年）、第4シリーズ（2008年）、第5シリーズ（2009年）、第6シリーズ（2010年）
4. ↑  第1シリーズ（2007年）、第2シリーズ『ショコラ！』（2008年）、第3シリーズ『フルール』（2009年）
5. ↑  第1期（2009年）、第2期『セカンドコレクション』（2011年）
6. ↑  『妖怪ウォッチ』（2014年 - 2018年）、『妖怪ウォッチ!』（2019年）、『妖怪ウォッチ♪』（2021年 - 2023年）
7. ↑  第1シリーズ（2018年）、第2シリーズ（2020年）

### ユニットメンバー
1. ↑  さゆり（吉田小南美）、あや（菅原祥子）、くるみ（笹本優子）